# Tatiana Lartseva
Tatiana Lartseva (Dolgoprudny, Rusia, 9 de octubre de 1982) es una deportista rusa que compitió en vela en las clases Yngling, Elliott 6m y Snipe.
Participó en los Juegos Olímpicos de Atenas 2004, ocupando el octavo lugar la clase Elliott 6m, y ganó el  Campeonato Mundial de Snipe de 1998 como tripulante de Yekaterina Skudina.